# Adforton
Adforton är en liten by och civil parish i norra Herefordshire, England. Det ligger norr om Wigmore, nära gränsen till Wales, och är omgivet av jordbruksfält.
Adforton ligger 154 meter över havet och antalet invånare är 128.
Terrängen runt Adforton är kuperad åt sydväst, men åt nordost är den platt. Runt Adforton är det ganska tätbefolkat, med 93 invånare per kvadratkilometer. Närmaste större samhälle är Leominster, 15,1 km sydost om Adforton. I omgivningarna runt Adforton växer i huvudsak blandskog.
Kustklimat råder i trakten. Årsmedeltemperaturen i trakten är 8 °C. Den varmaste månaden är juli, då medeltemperaturen är 16 °C, och den kallaste är december, med 0 °C.
Kustklimat råder i trakten. Årsmedeltemperaturen i trakten är 8 °C. Den varmaste månaden är juli, då medeltemperaturen är 16 °C, och den kallaste är december, med 0 °C.